# Amadeo Frúgoli
Amadeo Ricardo Frúgoli (Mendoza, 26 de febrero de 1930- ibídem, 15 de junio de 2022) fue un político y abogado argentino de la provincia de Mendoza. Fue ministro de Bienestar Social entre 1970 y 1971, durante el gobierno de facto de Roberto Marcelo Levingston; ministro de Justicia, entre marzo y diciembre de 1981, durante el gobierno de facto de Roberto Eduardo Viola; y ministro de Defensa entre diciembre de 1981 y junio de 1982, durante el gobierno de facto de Leopoldo Fortunato Galtieri. Permaneció en este último cargo hasta la caída de Galtieri, el 14 de junio de 1982, tras la rendición en la Guerra de las Malvinas.

## Biografía
Nació en la provincia de Mendoza en 1930. Militó en el Partido Demócrata de Mendoza (PD). Se desempeñó como Ministro de Bienestar Social durante la presidencia de facto de Roberto Marcelo Levingston entre 1970 y 1971, designado ante la necesidad del régimen de buscar dirigintes con prestigiosa carrera política con apoyo popular por problemas sociales en Mendoza que llevaron a la intervención federal a cargo de Francisco Gabrielli; posteriormente en 1973 fue elegido senador nacional por su partido.
Cuando su gestión como senador se vio acabada con el golpe, regresa a Mendoza, y participa poco en política; sin embargo, dentro del Proceso de Reorganización Nacional, el presidente de facto Roberto Eduardo Viola, lo designó Ministro de Justicia; asumió el 29 de marzo de 1981, abandonando el cargo con la llegada de Leopoldo Galtieri al poder el 22 de diciembre de aquel año, quien lo designó ministro de Defensa.
Falleció el 15 de junio de 2022 a los noventa y dos años.

### Ministro de Defensa
En un principio, se dedicó a mediar entre grupos sociales en su provincia, siendo gobernardor Bonifacio Cejuela.
Más tarde, la Argentina, recupera la soberanía las Islas Malvinas, Georgias y Sandwich del Sur; desencadenando posteriormente la Guerra de las Malvinas. Pese a su cargo, no intervino en la planificación de los planes de la junta, ni siquiera integró el Comité Militar, hasta incluso llegó a afirmar que se enteró "oficialmente el mismo día de la recuperación, en la reunión de Gabinete que se realizó a las siete de la mañana del 2 de abril, y en la que el Presidente de la Nación señaló que las tropas estaban ya en las islas. Extraoficialmente, […] el 29 de marzo"; al diario Mdzol. Sin embargo, en esos momentos tuvo a su cargo el Fondo Patriótico de las Islas Malvinas y fue llamado a declarar en el llamado Informe Rattenbach.
Posteriormente, se lo pensó como un posible sucesor civil de Galtieri como presidente.